# Banks SC
Banks SC is een Ethiopische voetbalclub uit de hoofdstad Addis Abeba. Ze komen uit in de Premier League, de hoogste voetbaldivisie van Ethiopië.